# Zásadský von Gamsendorf

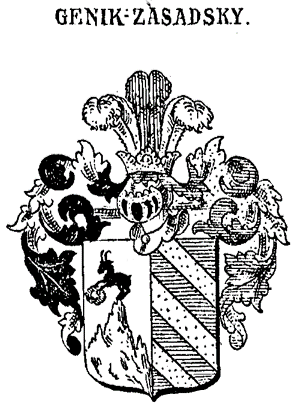
Wappen der Zásadský von Gamsendorf von 1637

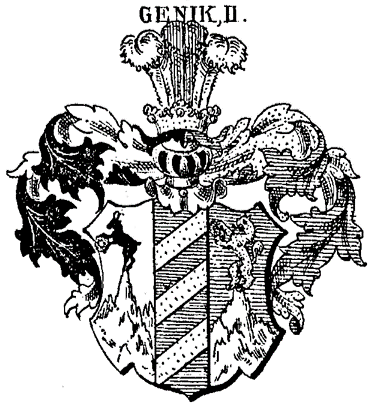
Wappen der Zásadský von Gamsendorf II

Jenik Zásadský von Gamsendorf war eine katholische böhmische Adelsfamilie, als deren Ahnherr um 1550 Peter Jenik bekannt ist. Dessen Sohn Jan Jenik war Richter in Zásada. Von diesem Ort leitet sich die Namensbezeichnung Zásadský ab.

## Geschichte
Die böhmische Adelsbestätigung für die Familie von Gamsendorf erfolgte am 27. Juni 1637. Sie wurde an die Brüder Nicolaus, Georg, Matthias und Wenzel sowie deren Vetter Johann Jenik Gemsdorf erteilt. Am 22. Dezember 1644 folgte in Linz die Aufnahme in den Ritterstand. Georg Jenik Zásadský, Ritter von Gamsendorf auf Březina und Zahrádka, wurde am 1. März 1811 in Wien in den österreichischen Freiherrenstand aufgenommen. Er war kaiserlich-königlicher Hauptmann der Landwehr.
1780–1849 war die ostböhmische Herrschaft Zámrsk im Besitz der Familie Zásadský von Gamsendorf.
Ebenfalls im Besitz der Familie befand sich die Gemeinde Čížkov.
Letzter männlicher Nachfolger der Familie war Friedrich Jenik Zásadský von Gamsendorf, der am 31. August 1942 bei der Schlacht von Stalingrad fiel. Dessen Vater Ritter Hugo Jenik Zásadský war österreichischer Hofrat.

Hofrat Ritter Hugo Jenik Zásadský von Gamsendorf

## Wappen
- Blasonierung des Wappens von 1637: Gespalten. Rechts in Silber eine Gämse auf einem natürlichen Dreifelsen, die mit dem linken Vorderlauf einen grünen Rautenkranz hält; links in Blau drei goldene Schrägrechtsbalken. Auf dem gekrönten Helm mit rechts schwarz-silbernen, links blau-goldenen Decken, drei Straußenfedern.
- Blasonierung einer Wappenvariante: Zweimal gespalten. 1. in Silber auf drei Felsen ein schwarzer aufgerichteter Gemsbock, in den Vorderläufen einen grünen Eichenkranz haltend; 2. in Blau drei goldene Schräglinksbalken; 3. auf drei silbernen Felsen in Blau ein goldener Löwe, doppelschwänzig, in den Vorderpranken einen grünen Lorbeerkranz haltend. Auf dem Helm drei (silbern-ror-silbern) Straußenfedern. Die Helmdecken sind schwarz-silbern und blau-golden.[1]
- Blasonierung des Wappens von 1811: Von Schwarz und Rot geviert und belegt mit einem Herzschild – gespalten durch einen von Blau und Gold fünf Mal schrägrechts geteilten Pfahl, mit rechts in Silber einer natürlichen Gämse, mit dem linken Vorderlauf einen grünen Rautenkranz haltend, links in Blau auf grünem Rasen einem goldenen Löwen, mit der rechten Vorderpranke einen grünen Lorbeerkranz haltend. Zwei Helme mit blau-goldenen Decken, auf dem rechten ein offener, von Blau und Gold geteilter Flug, auf dem linken drei Straußenfedern.